# Líbiai labdarúgó-bajnokság (első osztály)
A Libyan Premier League a líbiai labdarúgó bajnokságok legfelsőbb osztályának elnevezése. 1963-ban alapították és 16 csapat részvételével zajlik. 
Az azt megelőző években regionális bajnokságok voltak az országban. 
A bajnok és a második helyezett a bajnokok Ligájában, a harmadik a konföderációs-kupában indulhat, az utolsó három helyezett pedig kiesik a másodosztályba.

## A 2011–2012-es bajnokság résztvevői
| Klub          | Város    | Tartomány        |
| ------------- | -------- | ---------------- |
| Al Ahly       | Bengázi  | Bengázi          |
| Al Ahly       | Tripoli  | Tripoli          |
| Al Akhdar     | Al-Bajda | Dzsabal el-Ahdar |
| Al Hilal      | Bengázi  | Bengázi          |
| Al Ittihad    | Tripoli  | Tripoli          |
| Al Madina     | Tripoli  | Tripoli          |
| Al Najma      | Bengázi  | Bengázi          |
| Al Nasr       | Bengázi  | Bengázi          |
| Al Olympique  | Závija   | Závija           |
| Al Shat       | Tripoli  | Tripoli          |
| Al Swihli     | Miszráta | Miszráta         |
| Al Tahaddi    | Bengázi  | Bengázi          |
| Al Tirsana    | Tripoli  | Tripoli          |
| Al Wahda      | Tripoli  | Tripoli          |
| Darnes        | Derna    | Al-Bajda         |
| Khaleej Sirte | Szurt    | Szurt            |

## Az eddigi bajnokok
Korábbi győztesek sorrendben:
| - 1963-64 - Al Ahly (Tripoli) - 1964-65 - Al Ittihad - 1965-66 - Al Ittihad - 1966-68 - Al Tahaddi - 1968-69 - Al Ittihad - 1969-70 - Al Ahly (Benghazi) - 1970–71 - Al Ahly (Tripoli) - 1971–72 - Al Ahly (Benghazi) - 1972–73 - Al Ahly (Tripoli) - 1973–74 - Al Ahly (Tripoli) - 1974–75 - Al Ahly (Benghazi) - 1975-76 - Al Madina - 1976-77 - Al Tahaddi - 1977-78 - Al Ahly (Tripoli) - 1978–79 - nem fejeződött be - 1979–82 - nem volt bajnokság |  | - 1982-83 - Al Madina - 1983-84 - Al Ahly (Tripoli) - 1984-85 - Al Dhahra - 1985-86 - Al Ittihad - 1987 - Al Nasr - 1987-88 - Al Ittihad - 1988-89 - Al Ittihad - 1989-90 - Al Ittihad - 1990-91 - Al Ittihad - 1991-92 - Al Ittihad - 1992-93 - Al Ahly (Benghazi) - 1993-94 - Al Ahly (Tripoli) - 1994-95 - Al Ahly (Tripoli) - 1995-96 - Al Shat - 1996-97 - Al Tahaddi - 1997-98 - Al Mahala |  | - 1998-99 - Al Mahala - 2000 - Al Ahly (Tripoli) - 2000-01 - Al Madina - 2001-02 - Al Ittihad - 2002-03 - Al Ittihad - 2003-04 - Al Olympique - 2004-05 - Al Ittihad - 2005-06 - Al Ittihad - 2006-07 - Al Ittihad - 2007-08 - Al Ittihad - 2008-09 - Al Ittihad - 2009-10 - Al Ittihad - 2010-11 - Nem fejeződött be a Líbiai polgárháború miatt - 2011–12 - nem volt bajnokság |

## Bajnoki címek eloszlása
| Klub                  | Bajnok | Második hely | Bajnoki évek |
| Al Ittihad (Tripoli)  | 18     | 6            | 1964–65, 1965–66, 1968–69, 1985–86, 1987–88, 1988–89, 1989–90, 1990–91, 2001–02, 2002–03, 2004–05, 2005–06, 2006–07, 2007–08, 2008–09 2009–10, 2021, 2021-2022 |
| Al Ahly (Tripoli)     | 10     | 9            | 1963–64, 1970–71, 1972–73, 1973–74, 1977–78, 1983–84, 1993–94, 1994–95, 2000                                                                                   |
| Al Ahly (Benghazi)    | 4      | 7            | 1969–70, 1971–72, 1974–75, 1992–93 |
| Al Madina (Tripoli)   | 3      | 2            | 1975–76, 1982–83, 2000–01 |
| Al Tahaddi (Benghazi) | 3      | 1            | 1966–68, 1976–77, 1996–97 |
| Al Mahala (Tripoli)   | 2      | 1            | 1997–98, 1998–99 |
| Nasr (Benghazi)       | 1      | 4            | 1987 |
| Al Dhahra             | 1      | 0            | 1984–85 |
| Al Shat               | 1      | 0            | 1995–96 |
| Al Olympique          | 1      | 0            | 2003–04 |

## Külső hivatkozások
- Információk Archiválva 2012. július 21-i dátummal a Wayback Machine-ben a FIFA honlapján